# Gregory van der Wiel
Gregory Kurtley van der Wiel (Ámsterdam, 3 de febrero de 1988) es un futbolista neerlandés de ascendencia curazaleña que juega como lateral derecho y actualmente se encuentra sin equipo.
Surgió en la cantera de la cantera del Ajax de Ámsterdam, club con el que hizo su debut en el año 2007. Fue galardonado con el premio al Futbolista del Año de los Países Bajos en el año 2010. Con su selección nacional ha disputado una Copa del Mundo, en la que fue subcampeón, y una Eurocopa. Fue internacional con la selección neerlandesa, con la que fue subcampeón de la Copa del Mundo de 2010.

## Trayectoria

### Ajax Ámsterdam

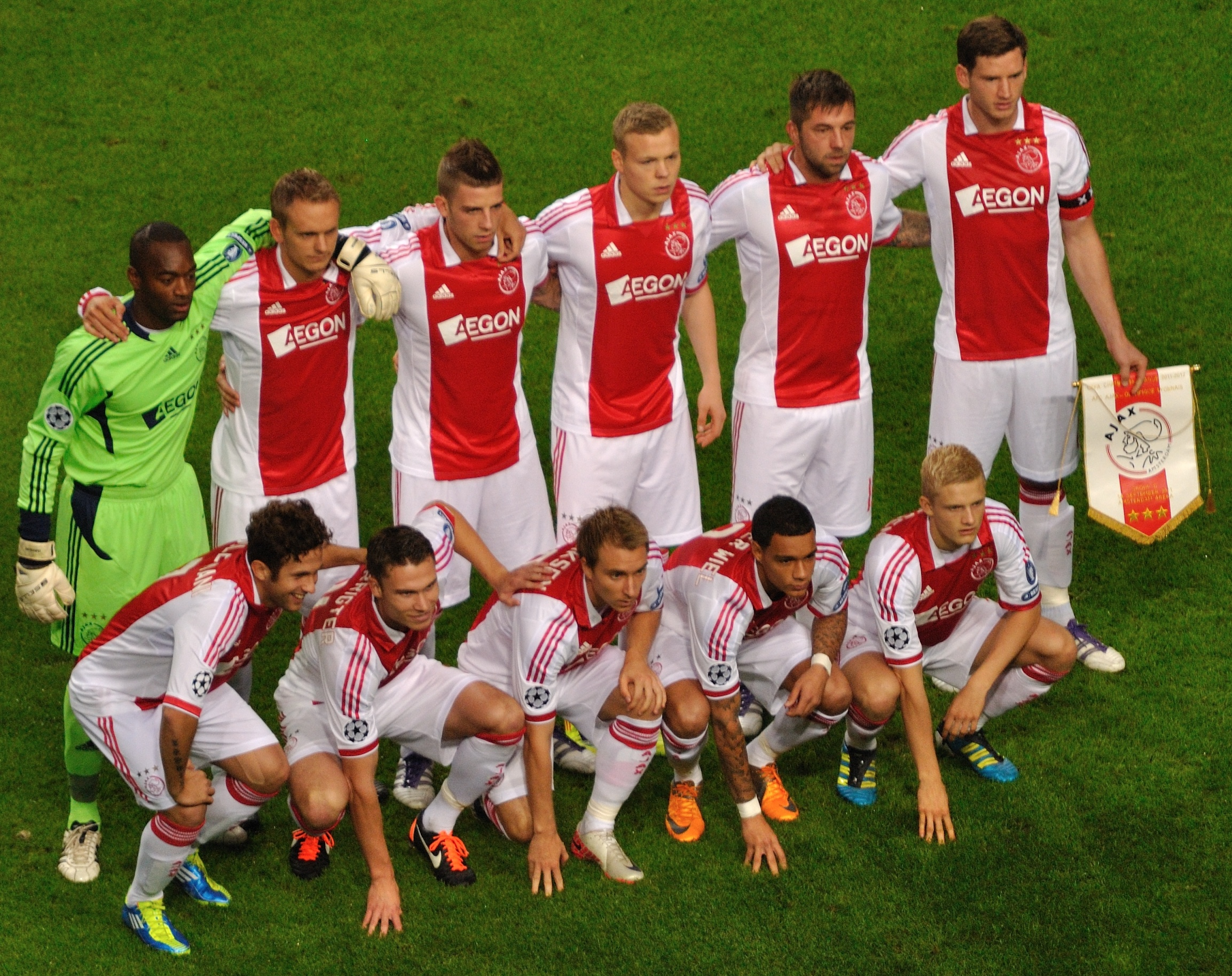
Equipo del Ajax en 2011 donde figura Van der Wiel el segundo por la derecha en la fila inferior.

Su debut oficial se produjo el 11 de marzo de 2007 en un partido como visitante ante el FC Twente, partido que ganó el Ajax por 4-1. En las instancias finales de la campaña 2006-07, jugó en otros tres partidos más. En el partido de la Supercopa de los Países Bajos ante el PSV Eindhoven, consiguió este título, siendo el primero de su carrera deportiva.
En 2008, y con la llegada al banquillo de Marco van Basten como nuevo entrenador, van der Wiel jugó mayormente como defensor lateral, puesto que ocupa hasta el día de hoy. Su primer gol en liga lo anotó en el triunfo sobre el FC Utrecht, en el estadio Galgenwaard. Posteriormente anotó otro tanto ante el NAC Breda (triunfo del club de la capital por 3-0). Al finalizar la temporada 2008-09, recibió el premio "Talento del Año en el Ajax", jugando 40 partidos en toda la temporada, y realizando además, su debut con la camiseta nacional.

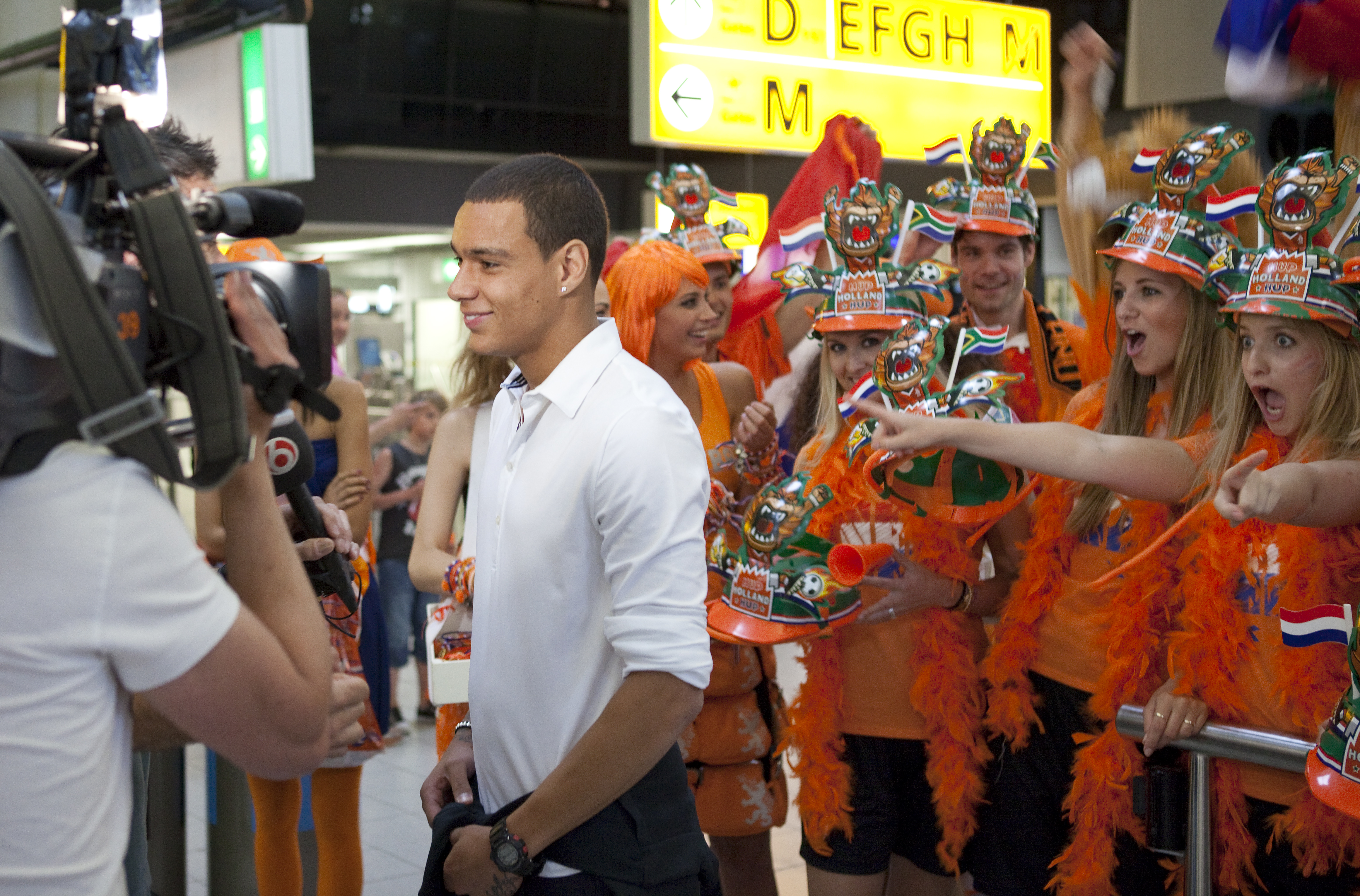
Gregory van der Wiel.

El curso 2009-10 lo inició bajo las órdenes de Martin Jol, reemplazante de Van Basten tras la renuncia de este último. Volvió a anotar, esta vez ante el RKC Waalwijk, con victoria de 4-1 en el Ámsterdam ArenA. Su segundo gol de la temporada lo hizo en el triunfo contra el AZ Alkmaar, el 25 de octubre. Y en el clásico, anotó en la aplastante victoria de 5-1 sobre el Feyenoord. Tras la final de la Copa de los Países Bajos ante el Feyenoord, que finalizó con triunfo ajaccied de 4-1, fue elegido como Talento del año en los Países Bajos, y le valió un puesto entre los 23 elegidos de Bert van Marwijk, seleccionador nacional, para disputar el Mundial de Sudáfrica 2010.

### París Saint-Germain
El 3 de septiembre de 2012, van der Wiel fichó con el París Saint-Germain por cuatro años y una cifra que alcanzó los 6 millones de euros.

## Selección nacional
Su primera aparición con la selección neerlandesa fue en 2007 en el Torneo Esperanzas de Toulon, torneo para jugadores menores de 21 años de edad. Su debut con la selección absoluta se produjo el 11 de febrero de 2009 cuando ingresó en un amistoso ante el seleccionado de Túnez, reemplazando a John Heitinga. Fue parte del proceso clasificatorio de la selección naranja para el Mundial de Sudáfrica 2010, en el que jugó el primer partido ante Escocia, el 28 de marzo de 2009.
Fue seleccionado para disputar el citado Mundial, y participó en cinco partidos del torneo, incluyendo la final que el equipo perdió ante España por 1-0.

### Participaciones en Copas del Mundo
| Mundial                        | Sede      | Resultado  | Partidos | Goles |
| ------------------------------ | --------- | ---------- | -------- | ----- |
| Copa Mundial de Fútbol de 2010 | Sudáfrica | Subcampeón | 5        | 0     |

### Participaciones en Eurocopas
| Copa          | Sede              | Resultado      | Partidos | Goles |
| ------------- | ----------------- | -------------- | -------- | ----- |
| Eurocopa 2012 | Polonia y Ucrania | Fase de grupos | 3        | 0     |

## Clubes

### Estadísticas
Actualizado al último partido jugado el 28 de octubre de 2018.
| Ajax Ámsterdam · Países Bajos | 2006-07       | 4   | 0  | 0  | 0  | 0 | 0 | 1  | 0 | 0  | 5   | 0  | 0  |
| Ajax Ámsterdam · Países Bajos | 2007-08       | 6   | 0  | 0  | 3  | 0 | 0 | 2  | 0 | 0  | 11  | 0  | 0  |
| Ajax Ámsterdam · Países Bajos | 2008-09       | 31  | 2  | 4  | 2  | 0 | 0 | 9  | 0 | 0  | 42  | 2  | 4  |
| Ajax Ámsterdam · Países Bajos | 2009-10       | 34  | 6  | 2  | 6  | 0 | 0 | 10 | 0 | 0  | 50  | 6  | 2  |
| Ajax Ámsterdam · Países Bajos | 2010-11       | 32  | 1  | 4  | 6  | 0 | 0 | 14 | 0 | 1  | 52  | 1  | 5  |
| Ajax Ámsterdam · Países Bajos | 2011-12       | 19  | 2  | 4  | 2  | 0 | 0 | 6  | 1 | 1  | 27  | 3  | 5  |
| Ajax Ámsterdam · Países Bajos | 2012-13       | 3   | 1  | 1  | -  | - | - | -  | - | -  | 3   | 1  | 1  |
| Ajax Ámsterdam · Países Bajos | Total club    | 129 | 12 | 15 | 20 | 0 | 0 | 41 | 1 | 2  | 190 | 13 | 17 |
| París Saint-Germain Francia | 2012-13       | 22  | 1  | 1  | 2  | 0 | 0 | 5  | 0 | 0  | 29  | 1  | 1  |
| París Saint-Germain Francia | 2013-14       | 25  | 0  | 5  | 4  | 0 | 0 | 6  | 0 | 4  | 35  | 0  | 9  |
| París Saint-Germain Francia | 2014-15       | 25  | 1  | 3  | 6  | 0 | 1 | 10 | 1 | 3  | 41  | 2  | 7  |
| París Saint-Germain Francia | 2015-16       | 17  | 2  | 4  | 4  | 0 | 0 | 6  | 0 | 1  | 27  | 2  | 5  |
| París Saint-Germain Francia | Total club    | 89  | 4  | 13 | 16 | 0 | 1 | 27 | 1 | 8  | 132 | 5  | 22 |
| Fenerbahçe Turquía | 2016-17       | 11  | 0  | 0  | 1  | 0 | 0 | 5  | 0 | 1  | 17  | 0  | 1  |
| Fenerbahçe Turquía | Total club    | 11  | 0  | 0  | 1  | 0 | 0 | 5  | 0 | 1  | 17  | 0  | 1  |
| Cagliari · Italia | 2017-18       | 5   | 0  | 0  | 1  | 0 | 0 | -  | - | -  | 6   | 0  | 0  |
| Cagliari · Italia | Total club    | 5   | 0  | 0  | 1  | 0 | 0 | -  | - | -  | 6   | 0  | 0  |
| Toronto · Canadá | 2018          | 27  | 0  | 4  | 0  | 0 | 0 | 7  | 0 | 0  | 34  | 0  | 4  |
| Toronto · Canadá | Total club    | 27  | 0  | 4  | 0  | 0 | 0 | 7  | 0 | 0  | 34  | 0  | 4  |
| Total carrera | Total carrera | 261 | 16 | 32 | 38 | 0 | 1 | 80 | 2 | 11 | 379 | 18 | 44 |
| (1) Incluye datos de Copa de Holanda, Supercopa de Holanda, Copa de Francia, Copa de la Liga de Francia, Supercopa de Francia. (2) Incluye datos de UEFA Europa League, UEFA Champions League. |               |     |    |    |    |   |   |    |   |    |     |    |    |

## Palmarés y distinciones

### Campeonatos nacionales
| Título                        | Club                     | País         | Año     |
| ----------------------------- | ------------------------ | ------------ | ------- |
| Copa de los Países Bajos      | Ajax de Ámsterdam        | Países Bajos | 2006/07 |
| Supercopa de los Países Bajos | Ajax de Ámsterdam        | Países Bajos | 2007    |
| Copa de los Países Bajos      | Ajax de Ámsterdam        | Países Bajos | 2009/10 |
| Eredivisie                    | Ajax de Ámsterdam        | Países Bajos | 2010/11 |
| Eredivisie                    | Ajax de Ámsterdam        | Países Bajos | 2011/12 |
| Ligue 1                       | Paris Saint-Germain F.C. | Francia      | 2012/13 |
| Supercopa de Francia          | Paris Saint-Germain F.C. | Francia      | 2013    |
| Copa de la Liga de Francia    | Paris Saint-Germain F.C. | Francia      | 2013/14 |
| Ligue 1                       | Paris Saint-Germain F.C. | Francia      | 2013/14 |
| Supercopa de Francia          | Paris Saint-Germain F.C. | Francia      | 2014    |
| Copa de la Liga de Francia    | Paris Saint-Germain F.C. | Francia      | 2014/15 |
| Copa de Francia               | Paris Saint-Germain F.C. | Francia      | 2014/15 |
| Ligue 1                       | Paris Saint-Germain F.C. | Francia      | 2014/15 |
| Supercopa de Francia          | Paris Saint-Germain F.C. | Francia      | 2015    |
| Copa de la Liga de Francia    | Paris Saint-Germain F.C. | Francia      | 2015/16 |
| Copa de Francia               | Paris Saint-Germain F.C. | Francia      | 2015/16 |
| Ligue 1                       | Paris Saint-Germain F.C. | Francia      | 2015/16 |
| Campeonato Canadiense         | Toronto F.C.             | Canadá       | 2018    |

### Distinciones individuales
| Distinción                          | Año  |
| ----------------------------------- | ---- |
| Talento del año en el AFC Ajax      | 2009 |
| Talento del Año en los Países Bajos | 2010 |